# Newbiggin-on-Lune
Newbiggin-on-Lune est un village du district d'Eden en Cumbria (Angleterre). Il est à environ 6,5 km au sud-ouest de Kirkby Stephen sur la route principale A685 de Brough à Tebay. À proximité, au nord se trouve le viaduc de Smardale Gill sur la voie ferrée South Durham and Lancashire Union Railway entre Tebay et Kirkby Stephen. Au sud se trouvent les Howgill Fells (collines) avec le Green Bell (600 mètres).

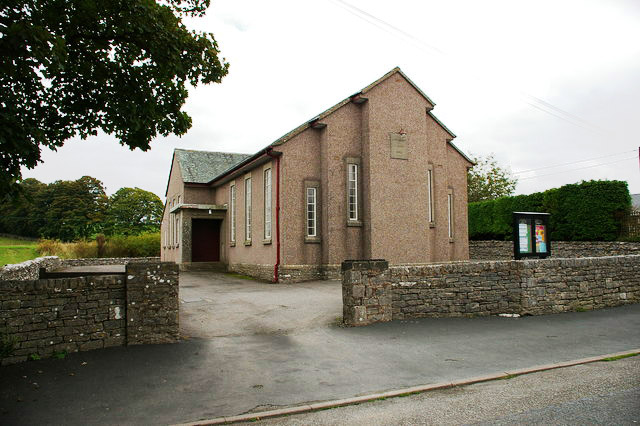
L'église méthodiste de Newbiggin-on-Lune.